# Blackman's Foundation
Blackman's Foundation – piąty album studyjny Hugh Mundella, jamajskiego wykonawcy muzyki reggae.
Płyta została wydana w roku 1983 przez amerykańską wytwórnię Shanachie Records. Znalazło się na niej pięć utworów z wydanego trzy lata wcześniej krążka Time & Place oraz cztery dotąd niepublikowane, zarejestrowane w tamtym okresie w studiach Harry’ego J i Channel One w Kingston. Produkcją całości zajął się sam wokalista.
W roku 1988 nakładem Shanachie ukazała się reedycja albumu na płycie CD.

## Lista utworów

### Strona A
1. "Blackman's Foundation"
2. "Great Tribulation"
3. "Time Has Come"
4. "Stop 'Em Jah"

### Strona B
1. "Time & Place"
2. "Don't Stay Away"
3. "I Can't Pop No Style"
4. "Rastafari's Call"
5. "One Jah, One Aim, One Destiny"

## Muzycy
- Noel "Sowell" Bailey – gitara
- Earl "Chinna" Smith – gitara
- Dalton Brownie – gitara
- Freddie McGregor – gitara
- Tony Chin – gitara rytmiczna
- Fazel Pendergast – gitara rytmiczna
- Michael "Myrie" Taylor – gitara basowa
- George "Fully" Fullwood – gitara basowa
- Junior "Lefty Goshine" Dan – gitara basowa
- Cleveland "Clevie" Browne – perkusja
- Garth Swaby – perkusja
- Albert Malawi – perkusja
- Noel "Skully" Simms – perkusja
- Carlton "Santa" Davis – perkusja
- Leroy "Horsemouth" Wallace – perkusja
- Lidj "Ras Menelik" DaCosta – konga
- Wycliffe "Steely" Johnson – fortepian
- Paul "Pablove Black" Dixon – organy
- Augustus Pablo – fortepian, organy, ksylofon, melodyka
- Felix "Deadly Headley" Bennett – saksofon
- Theodore Benji – flet
- Norris Reid – chórki
- Delroy Williams – chórki